# Mesoleptus coxalis
Mesoleptus coxalis là một loài tò vò trong họ Ichneumonidae.